# Sarah Wheatley
Sarah Wheatley, född Ross 1790, död 1854, var en amerikansk skådespelare. Hon hade en framgångsrik karriär på Park Theatre i New York från 1805 till 1843 (uppehåll 1806-11). Hon tillhörde de mest välkända scenkonstnärerna av sin tid i New York, särskilt känd för sina roller som gamla gummor. 
Hon födde som dotter till en skotsk officer på New Brunswick. Hon gifte sig 1806 med skådespelaren Frederick Wheatley (d. 1836) och blev mor till operasångerskan Julia Wheatley, skådespelaren Emma Wheatley (d. 1854) och teaterdirektören William Wheatley (1813-1876). 